# Soheir Khashoggi
Soheir Khashoggi (àrab: سهير خاشقجي, Suhayr Ḫāxuqjī) (1947, Alexandria, Egipte) és una escriptora saudita nascuda a Egipte que escriu en anglès. Membre d'una de les famílies més importants i influents de l'Aràbia Saudita, la seva família es va traslladar a Egipte per tal de donar als seus fills educació en anglès.
A l'edat de 14 anys, parlava àrab, francès i anglès amb fluïdesa i ja era una artista consumada. Lloada pel seu talent literari i artístic, va continuar rebent premis al llarg de tota la seva joventut pels seus contes, dibuixos i pintures.
Va estudiar a la Universitat Estatal de San José, a Califòrnia (EUA), abans de traslladar-se a Beirut (Líban), on va continuar els seus estudis a la Universitat Americana de Beirut. Després va completar la seva llicenciatura en art i disseny al Centre de Disseny d'Interiors de Beirut. Poc després, va iniciar una carrera com a dissenyadora d'interiors i com a artista. Va il·lustrar diverses cobertes de novel·les escrites per la seva germana Samira Khashoggi, morta el 1986.
La seva novel·la Mirage, publicada el 1996, ha estat traduïda a vint idiomes. Hi exposa la vida de les dones dels harems d'avui i el món ocult de l'aristocràcia de l'Orient Mitjà.
Altres novel·les seves són Amira (1997), Nadia's song (1999) i Mosaic (2002).
Soheir ha utilitzat la seva influència per donar a conèixer precària situació de les dones en el món àrab. Ha participat en conferències arreu del món i va ser oradora en el Fòrum Mundial de la Internacional de la Dona Contra la Violència. Forma part de junta directiva de l'organització Women for Women.